# Championnats du monde de cyclisme sur piste 1979
Navigation
Munich 1978 Besançon 1980
Les championnats du monde de cyclisme sur piste 1979 ont eu lieu à Amsterdam aux Pays-Bas en 1979. Douze épreuves sont disputées : 10 par les hommes (3 pour les professionnels et 7 pour les amateurs) et deux par les femmes.

## Résultats

### Hommes

#### Podiums professionnels
| Compétition            | Or                        | Argent                                | Bronze                   |
| ---------------------- | ------------------------- | ------------------------------------- | ------------------------ |
| Vitesse individuelle   | Kōichi Nakano Japon       | Dieter Berkmann Allemagne de l'Ouest  | Michel Vaarten Belgique  |
| Poursuite individuelle | Bert Oosterbosch Pays-Bas | Francesco Moser Italie                | Herman Ponsteen Pays-Bas |
| Demi-fond              | Martin Venix Pays-Bas     | Wilfried Peffgen Allemagne de l'Ouest | Cees Stam Pays-Bas       |

#### Podiums amateurs
| Compétition            | Or                                                                         | Argent                                                                          | Bronze                                                                         |
| ---------------------- | -------------------------------------------------------------------------- | ------------------------------------------------------------------------------- | ------------------------------------------------------------------------------ |
| Kilomètre              | Lothar Thoms Allemagne de l'Est                                            | Gordon Singleton Canada                                                         | Eduard Rapp Union soviétique                                                   |
| Vitesse individuelle   | Lutz Hesslich Allemagne de l'Est                                           | Emanuel Raasch Allemagne de l'Est                                               | Christian Dresscher Allemagne de l'Est                                         |
| Poursuite individuelle | Nikolaï Makarov Union soviétique                                           | Maurizio Bidinost Italie                                                        | Alain Bondue France                                                            |
| Poursuite par équipes  | Allemagne de l'Est Lutz Haueisen Gerald Mortag Axel Grosser Volker Winkler | Union soviétique Viktor Manakov Vassili Ehrlich Vladimir Osokin Vitali Petrakov | Italie Maurizio Bidinost Pierangelo Bincoletto Silvestro Milani Sandro Callari |
| Course aux points      | Igor Sláma Tchécoslovaquie                                                 | Pierangelo Bincoletto Italie                                                    | Urs Freuler Suisse                                                             |
| Demi-fond              | Mattheus Pronk Pays-Bas                                                    | Guido Van Meel Belgique                                                         | Gaby Minneboo Pays-Bas                                                         |
| Tandem                 | France Yavé Cahard Franck Depine                                           | Allemagne de l'Ouest Dieter Giebken Fredy Schmidtke                             | Tchécoslovaquie Vladimir Vackar Miroslav Vymazal                               |

### Femmes
| Compétition            | Or                              | Argent                       | Bronze                 |
| ---------------------- | ------------------------------- | ---------------------------- | ---------------------- |
| Vitesse individuelle   | Galina Tsareva Union soviétique | Truus van der Plaat Pays-Bas | Sue Novara États-Unis  |
| Poursuite individuelle | Keetie van Oosten-Hage Pays-Bas | Anna Riemersma Pays-Bas      | Luigina Bissoli Italie |

## Tableau des médailles
| Rang | Nation               | Or | Argent | Bronze | Total |
| ---- | -------------------- | -- | ------ | ------ | ----- |
| 1    | Pays-Bas             | 4  | 2      | 3      | 9     |
| 2    | Allemagne de l'Est   | 3  | 1      | 1      | 5     |
| 3    | Union soviétique     | 2  | 1      | 1      | 4     |
| 4    | Tchécoslovaquie      | 1  | 0      | 1      | 2     |
| -    | France               | 1  | 0      | 1      | 2     |
| 6    | Japon                | 1  | 0      | 0      | 1     |
| 7    | Italie               | 0  | 3      | 2      | 5     |
| 8    | Allemagne de l'Ouest | 0  | 3      | 0      | 3     |
| 9    | Belgique             | 0  | 1      | 1      | 2     |
| 10   | Canada               | 0  | 1      | 0      | 1     |
| 11   | Suisse               | 0  | 0      | 1      | 1     |
| -    | États-Unis           | 0  | 0      | 1      | 1     |